# Levi A. Mackey

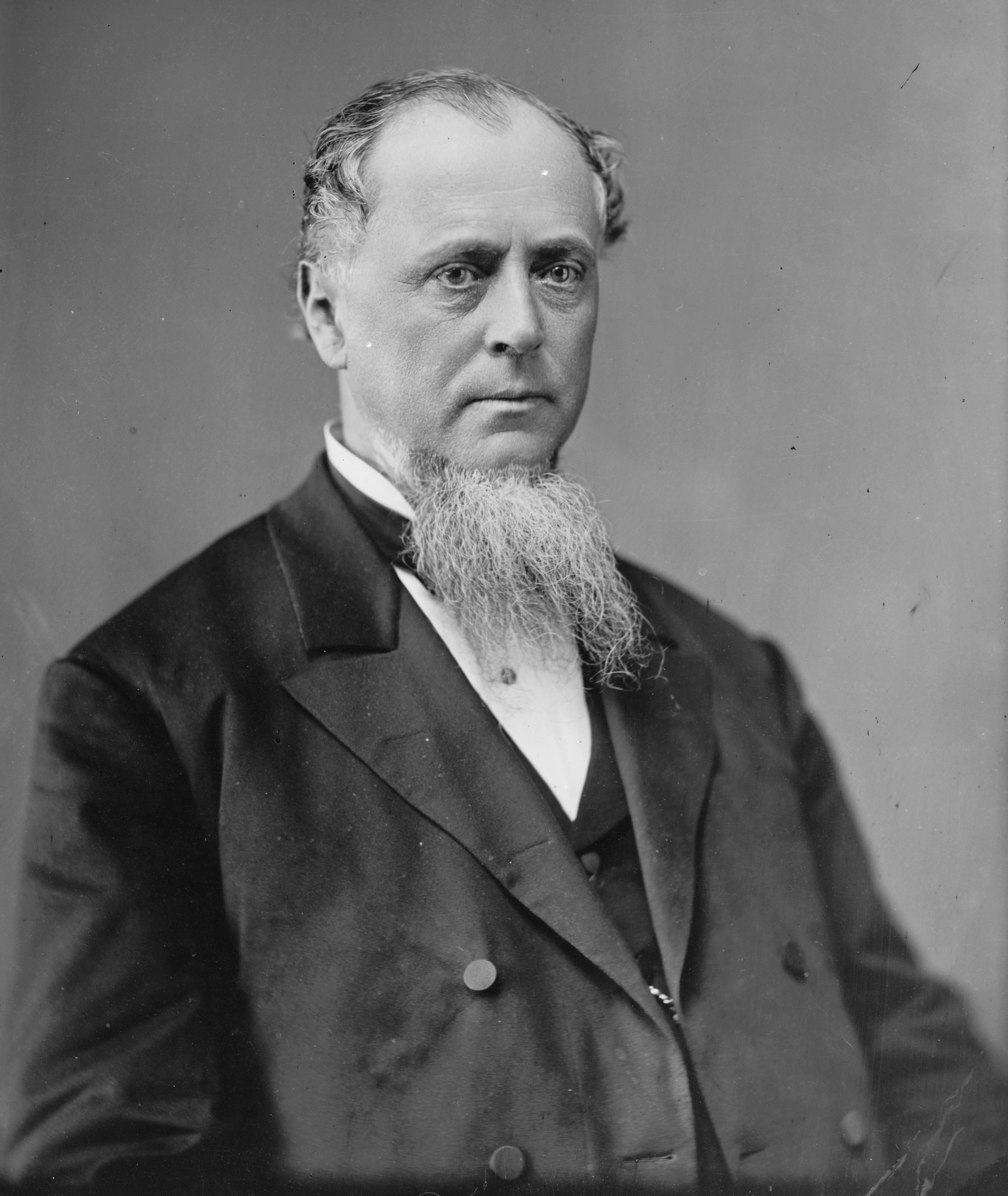
Levi A. Mackey

Levi Augustus Mackey (* 25. November 1819 in White Deer, Union County, Pennsylvania; † 8. Februar 1889 in Lock Haven, Pennsylvania) war ein US-amerikanischer Politiker. Zwischen 1875 und 1879 vertrat er den Bundesstaat Pennsylvania im US-Repräsentantenhaus.

## Werdegang
Im Jahr 1829 kam Levi Mackey mit seinen Eltern nach Milton im Northumberland County. Er erhielt eine akademische Schulausbildung und absolvierte im Jahr 1837 das Union College in Schenectady (New York). Nach einem anschließenden Jurastudium am Dickinson College in Carlisle und seiner 1840 erfolgten Zulassung als Rechtsanwalt begann er in Lock Haven in diesem Beruf zu arbeiten, den er bis 1855 ausübte. Danach stieg er in das Bankgewerbe ein. Im Jahr 1855 wurde er Präsident der Lock Haven Bank. Politisch war er Mitglied der Whig Party. Im Juni 1852 nahm er als Delegierter an deren Bundesparteitag in Baltimore teil, auf dem Winfield Scott als Präsidentschaftskandidat nominiert wurde.
Nach der Auflösung der Whigs schloss sich Mackey der Demokratischen Partei an. 1868 kandidierte er noch erfolglos für den Kongress. Zwei Jahre später wurde er zum Bürgermeister der Stadt Lock Haven gewählt. Im Juli 1872 war er Delegierter zur Democratic National Convention in Baltimore. In jener Zeit war er auch Präsident der Bald Eagle Valley Railroad Co und einiger anderen Firmen. Von 1870 bis zu seinem Tod fungierte er auch als Kuratoriumsmitglied der Normal School in Lock Haven.
Bei den Kongresswahlen des Jahres 1874 wurde Mackey im 20. Wahlbezirk von Pennsylvania in das US-Repräsentantenhaus in Washington, D.C. gewählt, wo er am 4. März 1875 die Nachfolge des Republikaners Hiram Lawton Richmond antrat. Nach einer Wiederwahl konnte er bis zum 3. März 1879 zwei Legislaturperioden im Kongress absolvieren. Ab 1877 war er Vorsitzender des Committee on Revolutionary Pensions. Nach dem Ende seiner Zeit im US-Repräsentantenhaus nahm Levi Mackey seine früheren Tätigkeiten wieder auf. Er starb am 8. Februar 1889 in Lock Haven, wo er auch beigesetzt wurde.